# Luis Quintero
Luis Eduardo Quintero Hernández (Alicante, 12 de octubre de 2004) es un futbolista hispanocolombiano que juega como extremo derecho en el RC Deportivo de la Primera Federación, cedido por el Villarreal CF .

## Trayectoria
Nacido en Alicante de padres colombianos, comienza su carrera en el Elche CF y Kelme CF antes de unirse al fútbol base del Villarreal CF en 2017. Durante las campañas 2020-21 y 2021-22 juega en el CD Roda, club afiliado del Villarreal CF, regresando al club groguet para la temporada 2022-23 donde juega en el Juvenil "A" y, además, debuta con el Villarreal CF "C" el 25 de septiembre de 2022 al entrar como suplente en la segunda mitad de una victoria por 2-1 frente a la UD Rayo Ibense en la Tercera Federación.
El 6 de julio de 2023 se oficializa su incorporación como cedido a la SD Amorebieta de la Segunda División de España por una temporada.

## Clubes
Actualizado al último partido disputado el 11 de marzo de 2023.
| Club                   | País   | Año       | Partidos | Goles |
| ---------------------- | ------ | --------- | -------- | ----- |
| Villarreal CF "C"      | España | 2022-act. | 3        | 0     |
| SD Amorebieta (cedido) | España | 2023-act. | 0        | 0     |